# Burkhard von Dallwitz
Burkhard von Dallwitz (auch: Burkhard Dallwitz; * 28. Januar 1959 in Bad Homburg vor der Höhe) ist ein deutsch-australischer Komponist von Filmmusik.
Dallwitz begann im Alter von acht Jahren mit einer klassischen Klavierausbildung. Mit 13 Jahren schrieb er erste Kompositionen, ab seinem 15. Lebensjahr komponierte und arrangierte er Musik für verschiedene Bands und Formationen.
Seit 1979 in Melbourne (Australien) wohnhaft, begann er im selben Jahr ein Musikstudium an der La Trobe University in Melbourne, wo er das Fach Komposition „with Honours“ absolvierte und dann bei Keith Humble seine Ausbildung fortsetzte.
Seit 1984 komponiert er Musik für Film-, Fernseh- und Werbeproduktionen in Australien. 1996 veröffentlichte er seine erste Instrumentalmusik-CD Worlds Apart.
Er gewann 1993 und 1996 den Screen Music Award der Australian Guild of Screen Composers (AGSC), für den er auch wieder 1998 und 2000 nominiert wurde. Zusammen mit Philip Glass gewann er 1999 den Golden Globe in der Kategorie „Best Original Score in a Motion Picture“ für Die Truman Show. Hierfür erhielt er unter anderem auch den Chicago Film Critics Award und den ASCAP Film and Television Award. Der von ihm komponierte Soundtrack erreichte Platz zwei der Filmmusik-Charts.

## Auszeichnungen
- 2006: APRA-AGSC Screen Music Award (Nomination) in der Kategorie Best Television Theme für „Torino 2006 Winter Olympics“
- 2006: APRA-AGSC Screen Music Award (Nomination) in der Kategorie Best Soundtrack Album für „The Caterpillar Wish“
- 2006: APRA-AGSC Screen Music Award (Nomination) in der Kategorie Feature Film Score of the Year für „The Caterpillar Wish“
- 2004: APRA-AGSC Screen Music Award in der Kategorie Best Music für A Television Series „CrashBurn“
- 2001: APRA AwardARD in der Kategorie Best Television Theme für „Sydney 2000 Olympic Theme“
- 1999: Golden Globe Award in der Kategorie Best Original Score für „The Truman Show“
- 1999: Chicago Film Critics Award in der Kategorie Best Original Score für „The Truman Show“
- 1999: ASCAP Award für „The Truman Show“
- 1999: APRA Award (NOMINATION) in der Kategorie Best Film Score für „The Truman Show“
- 1998: AGSC Screen Music Award (Nomination) für „The Truman Show“
- 1996: AGSC Screen Music Award (Nomination) für „The Web – Wolf“
- 1996: AGSC Screen Music Award für „Brilliant Light Of Australia“
- 1993: AGSC Screen Music Award für „SEC 75th Anniversary“